# Сибиряк (Черепановский район)
Сибиря́к — посёлок в Черепановском районе Новосибирской области. Входит в состав Верх-Мильтюшинского сельсовета.

## География
Площадь посёлка — 35 гектаров.

## Население
| 2002 | 2007 | 2010 |
| ---- | ---- | ---- |
| 174  | ↘162 | ↘101 |

## Инфраструктура
В посёлке по данным на 2007 год функционирует 1 учреждение здравоохранения.